# 丁通
丁通（?—?），五胡十六国南燕慕容德的尚书右仆射。
丁通是慕容垂儿媳丁氏同族。后燕永康三年（398年）正月，范阳王慕容德自称为燕王，改号燕王元年，把原来范阳王府制改行帝制，设置了文武百官，建立了南燕政权。慕容德命赵王慕容麟为司空、领尚书令，慕容法为中军将军，慕舆拔为左仆射，丁通为右仆射。不久，慕容麟谋反，被慕容德杀死。